# Sites mégalithiques des Hauts-de-Seine
Cet article présente la liste des sites mégalithiques des Hauts-de-Seine, en France. La plupart de ces monuments ont été déplacés et reconstitués.

## Inventaire
| Monument                                | Commune              | Remarque | Protection | Coordonnées                 | Illustration                        |
| --------------------------------------- | -------------------- | --- | --- | --------------------------- | ----------------------------------- |
| Pierre d'Asnières-sur-Seine             | Asnières-sur-Seine   | sépultures sous tumulus | | 48° 54′ 39″ N, 2° 17′ 19″ E |                                     |
| Grosse Pierre                           | Boulogne-Billancourt | menhir probable | détruit |                             |                                     |
| Pierre aux Moines                       | Clamart              | confondue avec la Pierre de Chalais | Classé MH (1895) | 48° 47′ 43″ N, 2° 14′ 34″ E | Pierre aux Moines                   |
| Polissoir de Malakoff                   | Malakoff             | | | 48° 49′ 05″ N, 2° 17′ 33″ E | Polissoir de Malakoff               |
| Dolmen de Ker-Han                       | Meudon               | À l'origine érigé à Saint-Philibert dans le Morbihan, le dolmen est apporté à Meudon en 1896 et installé dans le cimetière des Longs Réages pour servir de tombe à Jean-Baptiste Piketty.                                                                                   | À l'origine érigé à Saint-Philibert dans le Morbihan, le dolmen est apporté à Meudon en 1896 et installé dans le cimetière des Longs Réages pour servir de tombe à Jean-Baptiste Piketty.                                                                                   | 48° 48′ 51″ N, 2° 14′ 21″ E | Cimetière des Longs Réages, Meudon. |
| Menhir du Chêne des Missions            | Meudon               | Sous un grand chêne appelé le Chêne des Missions, les missionnaires du séminaire de Bièvres construisirent en 1895, un pseudo-ensemble mégalithique composé d'un menhir rapporté du Bois de Vélizy et de quatre trilithes totalement artificiels disposés en arc de cercle. | Sous un grand chêne appelé le Chêne des Missions, les missionnaires du séminaire de Bièvres construisirent en 1895, un pseudo-ensemble mégalithique composé d'un menhir rapporté du Bois de Vélizy et de quatre trilithes totalement artificiels disposés en arc de cercle. | 48° 47′ 38″ N, 2° 12′ 35″ E | Menhir du Chêne des missions        |
| Allée couverte de la Pierre de Rabelais | Meudon               | | | 48° 48′ 33″ N, 2° 13′ 57″ E | Pierre de Rabelais                  |
| Cromlech de Nanterre                    | Nanterre             | | disparu |                             |                                     |

## Pour approfondir